# Wykolejnica

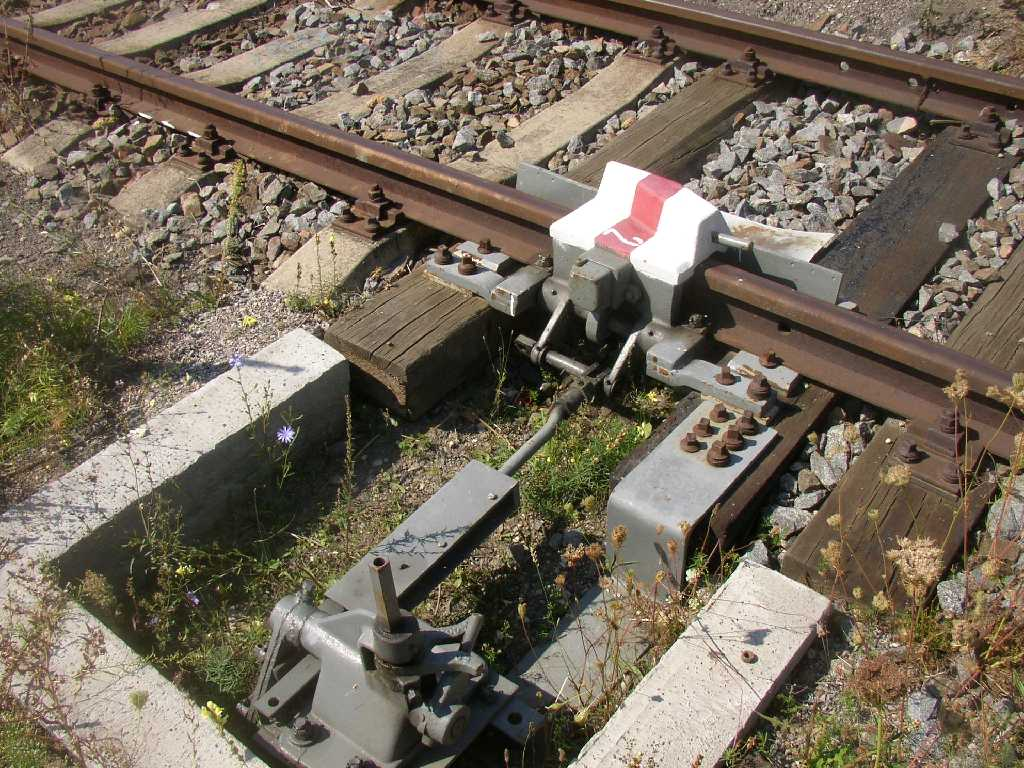
Wykolejnica w Czechach

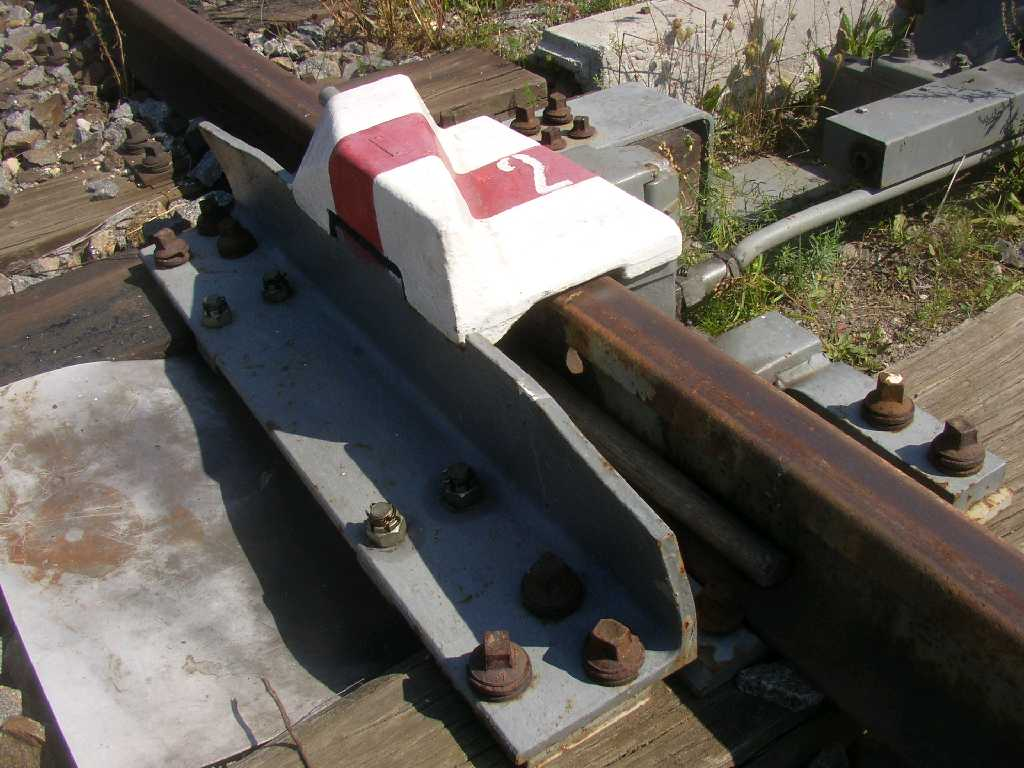
Wykolejnica – widok szczegółowy

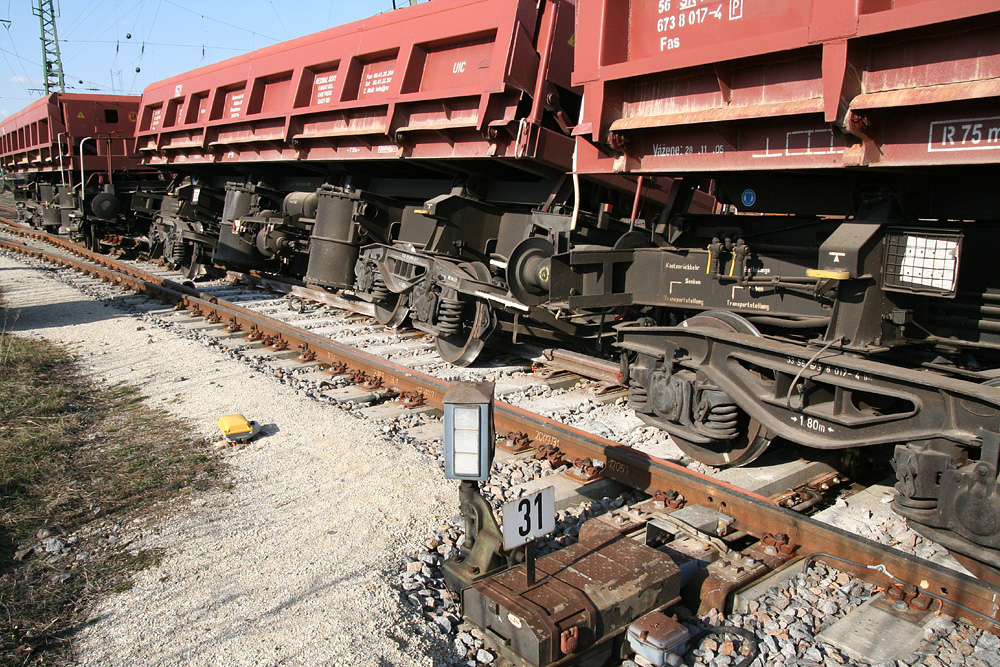
Wykolejony pociąg towarowy po najechaniu na wykolejnicę

Wykolejnica – element systemu urządzeń sterowania i zabezpieczenia ruchu kolejowego. Wykolejnice stosuje się na torach bocznych do ochrony drogi przebiegu pociągów i manewrów przed najechaniem taboru z toru bocznego, gdy nie jest możliwe zastosowanie rozjazdu ochronnego, albo zastosowanie go nie jest uzasadnione ekonomicznie.
Wykolejnice były stosowane w kopalniach, jeszcze przed pojawieniem się kolei żelaznych. Służyły do przewracania wagoników, które rozpędzone na skutek pochyłości korytarza, stawały się realnym zagrożeniem dla górników.
Zasadniczą funkcją wykolejnicy nie jest wykolejanie taboru, ale ochrona ważniejszych z punktu widzenia bezpieczeństwa ruchu kolejowego torów, przed nieuprawnionym wjazdem taboru w drogę przebiegu innego taboru (pociągu, bądź grupy manewrowej). Wykolejnice stosowane są wyłącznie na torach bocznych, w miejscach, w których potencjalne wykolejenie może wywołać najmniejszą szkodę.
Wykolejnice są oznaczone wskaźnikami określonymi we właściwych przepisach, w sposób umożliwiający maszyniście i drużynie manewrowej prowadzącej manewry w rejonie, w którym znajdują się wykolejnice uniknięcie przypadkowego na nie najechania i wykolejenia taboru.

## Budowa wykolejnicy i sterowanie wykolejnicą
Zasadniczym elementem wykolejnicy jest belka wykolejająca nałożona na szynę. Jest to stalowy element, którego konstrukcja – w przypadku najechania na niego koła taboru kolejowego – powoduje wykolejenie poprzez podważenie i zrzucenie koła na prawą albo lewą stronę osi toru, w zależności od tego, na którym toku szynowym wykolejnica się znajduje i jak została w danym miejscu zaprojektowana.
Wykolejnice mogą być obsługiwane ręcznie, na miejscu ich umieszczenia, albo zdalnie. W zależności od rodzaju urządzeń sterowania ruchem kolejowym, wykolejnice mogą być zdejmowane i nakładane za pośrednictwem pędni, albo elektrycznie przy pomocy napędu wykolejnicowego.
Istnieją także wykolejnice przenośne, które mogą być nakładane doraźnie na rzadko eksploatowanych bocznicach lub na torach, gdzie nie ma uzasadnienia do zamontowania wykolejnicy na stałe.